# Cytkowszczyzna
Cytkowszczyzna (biał. Ціткаўшчына, Citkauszczyna; ros. Титковщина, Titkowszczina) – wieś na Białorusi, w obwodzie brzeskim, w rejonie lachowickim, w sielsowiecie Nowosiółki.

## Historia
W dwudziestoleciu międzywojennym leżała w Polsce, w województwie nowogródzkim, w powiecie baranowickim, w gminie Darewo. W 1921 miejscowość liczyła 130 mieszkańców, zamieszkałych w 21 budynkach, wyłącznie Białorusinów. 126 mieszkańców było wyznania prawosławnego i 4 rzymskokatolickiego.
Po II wojnie światowej w granicach Związku Sowieckiego. Od 1991 w niepodległej Białorusi.